# 映画ドラえもん のび太の月面探査記
- ドラえもん > ドラえもんの派生作品 > ドラえもん (2005年のテレビアニメ)  > ドラえもん映画作品 > 映画ドラえもん のび太の月面探査記

『映画ドラえもん のび太の月面探査記』（えいがドラえもん のびたのげつめんたんさき）は、2019年の日本のSFコメディアニメ映画。藤子・F・不二雄の漫画『ドラえもん』23巻の「異説クラブメンバーズバッジ」を原作とした、映画「ドラえもん」シリーズ第39作。監督は八鍬新之介、脚本は辻村深月。
キャッチコピーは「ともだち歴、46億年。」、「信じる力が僕らをつなぐ。」。

## あらすじ
月面探査機ナヨタケが月で謎の動く影を撮影したとニュースになる。のび太は「月のウサギだ」と言い、みんなの笑いものになる。それを聞いたドラえもんは異説クラブメンバーズバッジで「月の裏は空気があり生き物が住んでいる」という異説を唱え、のび太とどこでもドアで異説の月に行く。二人は月のクレーターにウサギ王国を建設。動物ねんどでウサギ型生物ムービットを作り、水や植物を増やす。のび太はジャイアン、スネ夫、しずか、そして転校生のルカにバッジをつけ、月の王国に行く。だがのび太がねんどで作り損ねたウサギ怪獣が巨大化して暴れだし、のび太はバッジを残して行方不明になってしまう。
ドラえもんたちは月の地下でのび太を発見。ルカは自分がカグヤ星のゴダール博士によって作られた人工生命体エスパルであると明かす。地下はエスパル11人が暮らすコロニーだった。のび太たちはルカたちと月面でカート遊びをするが、アルがエーテルの力で岩石を壊したのをきっかけにカグヤ星軍が攻めてくる。のび太たちは命からがら地球に逃げ帰るが、ルカたちエスパルがさらわれ、どこでもドアが破壊されてしまう。地球についてきたモゾはルカが残した宇宙船に案内する。ルカたちを助けるため、のび太たちは決死の覚悟で、夜、家を抜け出し、ドラえもんが改造した宇宙船で地球を出発。ルカやノビットの機転で助かったルナとしずかを月に残し、カグヤ星を目指す。
カグヤ星に囚われたルカは部隊隊長ゴダートがゴダール博士の子孫であり、カグヤ星を去る直前にアルが告げた予言「千の時を経て友と一緒に舞い戻らん。千のウサギが降り注ぎ光の大地を取り戻さん。」を荒廃したカグヤ星を蘇らす希望と捉えエスパルを探していたと知る。ドラえもんたちはカグヤ星に到着、星を支配するディアボロの元に乗り込む。だがドラえもんたちは捕まり四次元ポケットも取り上げられてしまう。ディアボロはエスパルのエーテルで破壊兵器を完成させようとする。突然四次元ポケットから大量のムービットたちが飛び出し、ドラえもんたちに加勢する。ノビットが発明した定説バッジをしずかがムービットたちに付け、スペアポケットから送り込んだのだ。ディアボロはルナをさらい、破壊兵器となって地球を侵略しようとするが、のび太とルカは力を合わせて空気砲でモゾを撃ち、ディアボロを倒す。ゴダートが先祖から受け継いだ石でカグヤ星は明るい空を取り戻す。月に帰ったルカたちは、異説バッジでエスパルの能力を捨て普通の人間になり、ウサギ王国で暮らすことになった。のび太たちは地球と月が自由に行き来できる日を夢みながら、月から飛び立つ。
翌朝。異説バッジを地面に埋め、のび太たちは空を暫し見上げる。鳴り響く学校のチャイムに慌てて駆け出したその頭上には、真っ白な朝の月が浮かんでいた。

## 声の出演
- ドラえもん - 水田わさび
- 野比のび太 - 大原めぐみ
- 源静香（しずか） - かかずゆみ
- 剛田武（ジャイアン） - 木村昴
- 骨川スネ夫 - 関智一
- 野比玉子（のび太のママ） - 三石琴乃
- 野比のび助（のび太のパパ） - 松本保典
- 出木杉英才 - 萩野志保子（テレビ朝日アナウンサー）
- 先生 - 高木渉
- 安雄 - 慶長佑香
- はる夫 - 矢口アサミ

## ゲストキャラクター

### 月の裏側の住人たち
ルカ
声 - 皆川純子
月の裏側に住むエスパルの一人。自分たちを生み出したゴダール博士夫妻を両親のように慕っている。単独で地球を訪れていたところ「月面にはウサギが住んでいる」と提唱するのび太の発言に興味を持ち、「月野ルカ」の偽名でのび太が通う学校に転校する。その後、カグヤ星での戦いが終わった後はのび太達に自分達エスパルを普通に歳を取り、限られた命を持つ超能力のないただの人間にするように頼み、ドラえもんのひみつ道具によって普通の人間になる。その後のエンディングでは成長した姿が描かれた。
ルナ
声 - 広瀬アリス
月の裏側に住むエスパルの一人で、ルカの姉。かなりの弟思いであり、ルカを人一倍心配している。また、昔地球に来たことがあり、その時の出来事が時を経て『かぐや姫の物語』になっている。スネ夫に一目惚れされており、自身もスネ夫と仲良くなる。
アル
声 - 大谷育江
月の裏側に住むエスパルの一人。未来を予言する能力を持ち、大声で歌うとジャイアン並の強烈な音波を発する。ジャイアンに気に入られて親しくなり、自身もジャイアンに懐く。
ペッコル
声 - 生天目仁美
月の裏側に住むエスパルの一人。
モール
声 - 金光宣明
月の裏側に住むエスパルの一人。
ヌル
声 - 村瀬迪与
月の裏側に住むエスパルの一人。
ホルル、ルネ、ツックル、エル、ルコ
月の裏側に住むエスパルたち。
モゾ
声 - ゆきじ
ゴダール博士のもとにいた頃からのルカの友達で、ツキノワリクガメという種族の宇宙亀。年齢は2千歳。慇懃無礼な敬語口調で話しているが、かなりの毒舌家であり、また口癖は「わたくしが〜なのをご存じない！」である。また、亀とはいえ足が速く、甲羅は宇宙一硬い。ノビットの事は出会った当初から快く思っておらず、特に彼の発明品に文句を言っている事が多かったが、終盤でノビットに助けられたことで彼を見直すようになる。

### カグヤ星
ディアボロ
声 - 吉田鋼太郎
本作の悪役で、カグヤ星の統治者だが、正体はかつてカグヤ星の月を砕いた破壊兵器の人工知能である。御簾に映る影は実体ではなく、丸いポッド型メカのモニターに映る生首だけという本体をしており、ロボットである直属の配下の衛士たちを操っている。エスパルの力を求めており、ゴダート達にエスパルを探させていたが、後にタラバから地球に関する報告を受けるとカグヤ星を見限って地球侵略を企てた。その後、ある程度の力を得たことで地球まで飛び立とうとしたが、エスパルの力によって動きを封じられ、最後はモゾを弾丸にしたのび太の空気砲により本体を撃ち抜かれて消滅した。
ゴダート
声 - 柳楽優弥
ディアボロの命令に従う部隊隊長だが、実はエスパルを生み出したゴダール博士の子孫である。祖先から受け継いでいたアルの予言に従ってルカ達を探しており、表向きはディアボロの命令に従いつつもルカ達を捕獲し、カグヤ星に連れ戻そうとするが、後に千年前の真相やディアボロの正体を知ってからは反旗を翻し、ドラえもん達の協力者となる。その後、戦いが終わった後はルカ達の記憶を消そうとするもルカに止められ、また再建させた未来のカグヤ星をいつか見せる事をルカ達に約束した。その後のエンディングでは大地を耕しており、子供が見つけた新芽を見て喜ぶ姿が描かれた。
キャンサー、クラブ
声 - 中岡創一、高橋茂雄
ゴダートの部下の兵士達。常にコンビで行動を共にしており、ゴダートには頭が上がらない。ドラえもん達が侵入した際に逃げ遅れたのび太に倒されたが、戦いが終わった後はゴダートの元に駆け付けた。
タラバ
声 - 武田幸史
ゴダートの部下の兵士。上記の2人とは違ってゴダートに反感を持っており、捕獲すべきエスパル達を平気で始末しようとするなど命令違反を犯している。物語中盤でゴダートが反旗を翻したことや地球の存在を隠していたことをディアボロに密告し、ゴダートを失脚させて自らが隊長へと昇格した。その後、ゴダートを呼び捨てしたり、高圧的な態度を取ったりと偉ぶっていたが、直後に反旗を翻したゴダートに倒される。
カイア
声 - 酒井藍
カグヤ星に住むおばさん。ディアボロを神として崇める住人たちと違い、カグヤ星が滅びそうなのはディアボロのせいだと察している。
ゴダール博士
声 - 柳楽優弥
エスパル達を生み出した天才生物学者の男性で、ルカ達の創造主。ルカ達を我が子のように思っていた。ルカ達のエーテルをとある目的に悪用されないようにカグヤ星から逃がして離れ離れになるが、最後は妻と共に捕まる。
ゴダール博士の妻
声 - 渡辺明乃
エスパル達を生み出した天才生物学者の女性。ルカ達をカグヤ星から逃がそうとした際に拒絶するルカを平手打ちしてでも脱出させたが、その後はゴダール博士と共に捕まってしまう。その後のエンディングでは博士と共に幼き頃のルカ達と過ごした日々が描かれた。

### ウサギ王国
ドラえもんとのび太が動物ねんどでウサギを模して作った、月の裏の異説世界の住人たち。
ムービット
ピンク色のウサギの容姿をしたウサギ王国の住民。由来は「ムーン（月）」+「ラビット（ウサギ）」で、作中ではドラえもんが名付けており、また原案作品に登場する地底人に相当している。ノビットが発明した「定説クラブメンバーズバッジ（定説バッジ）」で定説の世界へ行けるようになり、ドラえもん達を援護するためにディアボロとの戦いに貢献する。
ノビット
声 - 渡辺明乃
のび太そっくりのムービット。のび太がかけている眼鏡に興味を持っており、自ら発明してかけている。また、のび太に似ている事からジャイアンに名付けられ、鳴き声も「ノビ」である。ドジで、発明好きだが、発明品の性能はどれもアベコベになってしまうため、モゾからは散々文句を言われており、それでも本人は気にしていない。また、読書好きなのか、本を返しに行く場面がある。「定説バッジ」を発明したことで定説の世界へ行けるようになり、他のムービット達を引き連れ、ドラえもん達を援護するためにディアボロとの戦いに貢献する。
ウサギ怪獣
声 - 寺島拓篤
のび太が動物ねんどで作った失敗作が怪獣化したもの。原案作品に登場する怪物（失敗作の地底人）に相当する。当初は暴れてウサギ王国を襲撃し、ドラえもんたちを攻撃したが、間一髪のところをわすれろ草を使用した静香に窘められたことで攻撃を止め、以降はウサギ王国でムービットたちと平和に共存するようになる。その後、ディアボロとの戦いの際にはムービットたちと共にドラえもんたちを援護した。

## 設定
ナヨタケ
作中の冒頭に登場する月面探査機。その外観はNASAが火星に打ち上げた「キュリオシティ」に似ている。
白い影（アル）を撮影した直後、何者か（エスパルの誰か）に襲われ通信が途絶えてしまう。物語の終盤では地球からの遠隔操作による再起動で奇跡的に通信が復旧した（テレビ版ではカットされた）。
エスパル
月の裏側の地下で暮らしてきた、不思議な力を持つ種族。元々はゴダール博士夫妻に造られた人工生命体で、頭頂にウサギのような長い耳が生えている。外見・精神年齢は少年期のまま、千年以上の時を生きている。
エーテル
エスパルが使う超能力で生まれるエネルギー。植物を元気にしたり、物体を動かしたりできる。
エーテルレーダー
ディアボロ一味の宇宙船に搭載された装置。エスパル探索用に使用され、エーテル反応を探知する。
エーテルミューター
ディアボロ一味の使用する装置。エスパルのエーテルを吸収し無効化してしまう。
カグヤ星
ルカ達の故郷。千年前、とある国がエーテルの力を使う破壊兵器を作り出し、月を破壊して力を誇示しようとしたが、砕かれた月が隕石となって降り注いだため大破壊が起き、舞い上がった塵が表面を覆いつくしたため現在は闇に包まれ荒廃している。
ウサギ王国
ムービット達の故郷。月の裏側にある巨大クレーターを拠点に、のび太とドラえもんが作り上げ、ムービット達を住まわせた。異説クラブメンバーズバッジ（異説バッジ）を付けない限り、この王国は存在しないようになっている。偶然にも、エスパルたちの居住スペースの上に作られている。

## スタッフ
オープニング
| 原作                 | 藤子・F・不二雄          |
| キャラクターデザイン | 丸山宏一                 |
| プロップデザイン     | 鈴木勤                   |
| 演出                 | 岡野慎吾 山口晋          |
| 美術設定             | 青木薫 天田俊貴 野村正信 |
| 美術監督             | 高峯義人                 |
| 撮影監督             | 末弘孝史                 |
| 撮影特殊効果         | 大矢創太                 |
| 編集                 | 小島俊彦                 |
| 録音監督             | 田中章喜                 |
| 効果                 | 糸川幸良                 |
| 音楽                 | 服部隆之                 |
| 脚本                 | 辻村深月                 |
| 監督                 | 八鍬新之介               |

エンディング
| 企画・監修                           | 藤子プロ |
| 絵コンテ                             | 八鍬新之介 |
| 演出補佐                             | 今村洋輝 |
| 総作画監督                           | 丸山宏一 |
| 作画監督                             | 大城勝 山川浩臣 茂木琢次 清水洋 岡野慎吾 丸山宏一 |
| 作画監督補佐                         | 曽々木安恵 堤舞 小澤早依子 八木郁乃 |
| エフェクト作画監督                   | 安藤義信 |
| エンディング作画監督                 | 金子志津枝 |
| 原画                                 | 大塚正実 宮本佐和子 山森英司 三原三千夫 神戸佑太 末吉裕一郎 矢口弘子 桝田浩史 加来哲郎 加来由加里 北山修一 曽々木安恵 秦綾子 西村貴世 河野悦子 山下晃 秦洋美 堤舞 大武正枝 松永絵美 小澤早依子 岩佐とも子 鄧佳湄 岸野美智 小林麻衣子 後藤圭二 尾鷲英俊 小川貴弘 千葉ゆみ 内田信也 河毛雅妃 滝口弘喜 西田美弥子 小林ゆかり 阿曽仁美 植田千湖 岡昭彦 渡部貴喜 別所佑紀 田中綾子 川崎美穂 田川裕子 小西富洋 藤原巧和 上田幸一郎 松田真路 佐藤誠之 川野達朗 黄捷 篠田貴臣 森川有紀 九鬼朱 湯舟正博 落合麻衣子 清水朱音 植竹茉奈 鈴木優太朗 八木郁乃 亀田祥倫 今井一暁 清水洋 山口晋 茂木琢次 山川浩臣 岡野慎吾 今村洋輝 鈴木勤 |
| 第二原画                             | 高橋沙江子 川村夏生 堂佳織 尾沢あとり こすぎなほこ 山川浩美 本多孝敏 𠮷田清美 木下千恵 南東寿幸 藤田優奈 長谷川文香 甲斐純子 佐藤利幸 降旗秀吉 多田一華 八女美空 横野光代 西明子 松崎明日美 原貴子 しまつまさあき 堀之内梨絵 遠藤良恵 佐藤友子 遠藤法子 野口敦史 中曽根詩織 菊地加純 山口葵 新田美津姫 姜昭英 山村直己 甲斐肇 盛重学 小野玲奈 兵頭勝 尾形健一郎 WHITE FOX アニタス神戸 サンライズ エイケン A-Real スノードロップ ゼロジー すたじおかぐら グラフィニカ スタジオ・ルナ ジェノスタジオ スノーライトスタッフ スタジオブーメラン トロイカ ノーマッド Be Loop A.P.P.P. アニメアール Acca effe ミュウ きのプロダクション |
| 動画検査                             | 神谷由季 堀之内梨絵 |
| 動画                                 | ベガエンタテイメント 堀江佑 宮本美智子 川重希 高橋美由希 諸隈瑛美 杉本大季 濱田夢子 スタジオエル 丸山楓 牧野清香 柄澤愛美 大野綾希 古賀沙織 渡邊智尋 桑添真由 岩本明美 オープロダクション 小川麻衣 藤原よしえ 本田康明 山本芽以 中国無錫太観動画制作有限公司 方紀卉 黎禕男 江明誠 徐文傑 黄俊傑 馬叢 孫中岑 鄭倩慧 林晨 李俊 王鵬 張剛 ORANGE RYU JA YOUNG HAN SONG HEE SON SEON AH JEONG HYUN JEONG KIM JEONG SOON PARK NAM HEE KIM JUNG LAN SUH YOON JOO KIM HYE JUNG KIM MIN AE LEE KYUNG MI MAP 樊如伟 张军 王小梅 樊如雷 樊如伟 刘璐 张启欣 钱嵩渭 朱永 罗丹 曹响 刘苏 杨春霞 董敏 徐迎春 候英云 孙超 赵云霞 仇非易 黄冰芝 邵嘉波 李春晖 徐兰 顾卫兵 沈国圆 陈长友 シンエイ動画 遠藤法子 吉田侑加 野口敦史 鈴木ひなの 吉田芽以 堀之内梨絵 家野尚代 原則子 原佳寿美 大東郁子 松田晃司 梅林由加里 高貫千津 田中陽子 秋吉育子 加来由加里 長谷川夏美 山田咲 藤野京子 山下宗幸 江野沢柚美 優利動画 旭陽動画 CJT MSJ武蔵野制作所 ミュウ A-Real MarBean スタジオエル |
| 色彩設計                             | 松谷早苗 |
| 色彩設計補佐                         | 野間口麻美 堀越智子 戸部弥生 大金紀子 今泉ひろみ 蝦名佳代子 |
| 色指定・検査                         | 倉内美幸 横井未加 |
| 検査補佐                             | うすいこうぢ |
| 仕上                                 | ベガエンタテイメント 高橋めぐみ 松浦晴花 松浦沙恵 宮本律希 スタジオエル 真水由貴 林大樹 森脇弘史 今村雪絵 大枝優斗 尾関郁弥 亀井菜海子 木下美佳 木村智美 砂川渚 関直登 千葉涼香 橋本侑香里 藤井里美 藤澤亮子 藤田和実 藤原由璃奈 松林彩 村瀨瞳美 森直紀 渡辺郁也 Wish 伊藤敦子 石川直樹 國井彩香 田中結有菜 三澤桃乃 水澤紘介 日下部里美 梅村利恵子 天本洋介 泉貴明 周藤宏太 内田潤 太観アニメ 楊志 楊軍 孫愛紅 馮翠 肖龍海 張海龍 陳徳舟 劉洋洋 林静 梅林伸吉 ORANGE AN YOUNG AE MOON SUNG HEY KIM EUN HEE JUN EUN JOO CHOI SU KYOUNG LEE YEON JU HAN MYUNG SUN OH KYUNG HEE KIM SEON MI HWANG JI YOUNG SHIN SANG YEON MAP 张利林 王雪 张利新 赵艳 庄梦思 吴益银 葛文华 张红娇 スタジオタージ 土屋透治 宮原奈緒子 南龍介 小栁寿志 畑中章行 CJT MSJ武蔵野制作所 ミュウ A-Real MarBean スタジオエル |
| 背景                                 | スタジオ美峰 鈴木路恵 木下了香 谷岡善王 堀越由美 松田春香 藤井里咲 松下幸誠 朱家羚 中池まどか HA DUNG NGUYEN NHAN TRAN WHOA NGUYEN ANH VO HUONG LE HUYEN NGUYEN TUYET CAO TAI ÐINH THUONG NGUYEN QUANG NGUYEN BINH VO NY NGUYEN HOAI TRAN LANH LAM TRAM PHAM AN NGUYEN PHONG NGUYEN HUYNH NGUYEN HANH NGUYEN TIEN HUYNH LONG DINH NGUYEN TO TUYEN NGUYEN DUYEN NGUYEN GIAO NGUYEN NHUNG PHAM TRINH QUOC PHONG HUYNH ANH CO TUYEN PHUONG THUY 櫻井美絵子 草島雄太 NGUYEN MINH HUYNH PHUC TRAN DIEN NGUYEN AN CAO THUONG PHAM HUONG (背景3Dモデリング) スタジオ・ユニ 河合伸治 佐川恵美子 氏家こはく 宮良子 坂場真琴 |
| CG制作                               | オクティグラフィカ 神林憲和 沖田貢靖 郷原市子 林太朗 本間潤樹 アロフト株式会社 小野悌一 TSUBAKI 田辺正章 |
| モニターデザイン                     | 有馬トモユキ(日本デザインセンター) 宮﨑真一朗 和泉俊樹 |
| コンポジット                         | アニメフィルム ひろちけんじ 花井延昌 桶田一展 西山朋広 山田廣明 倉田佳美 鈴木浩司 木次美則 松澤秀子 大森美奈子 手塚智鶴子 土岐浩司 梅田俊之 |
| 特殊効果                             | 佐藤香織 |
| 監修                                 | 熊谷正弘 |
| 撮影協力                             | エース・クリエイション 三口達也 山本耕平 高橋芳美 斎藤秋男 スタジオコスモス 森本由美子 権田光一 池上伸治 折笠裕子 アスラフィルム 大滝賢一 粕谷健太 川村綾 宮下加奈 T2studio 江間常高 富田喜允 塚越美乃莉 グラフィニカ 増元由紀大 加藤伸也 東海林功 向云飛 姫之野めぐみ 高清水良子 田村仁 張宇(ランドック・スタジオ) J.C.STAFF撮影部 黒澤豊 小野由了 野口優輔 アッセフィノーファブリック 奥井厚子 大内香苗 中村雄太 特効 川瀬沙織 ボンズ撮影部 |
| 線撮協力                             | MADBOX サテライト シャフト C-station スタジオトゥインクル 旭プロダクション マジックバス 戯画プロダクション Studio CL TripleA A-Real MSJ武蔵野制作所 ライトフット ラインファーム ENGI 天狗工房 スタジオジャイアンツ |
| 編集スタジオ                         | 岡安プロモーション |
| 編集助手                             | 藤本理子 山田健太郎 |
| ポストプロダクション                 | 東京現像所 |
| HD編集                               | 菊池亮 金沢佳明 |
| DCPマスタリング                      | 千木良保宣 脇坂美緒 |
| ラボ・デスク                         | 丸山裕子 |
| ラボ・マネージメント                 | 酒見弘人 |
| 音響制作                             | オーディオ・プランニングユー |
| ミキサー                             | 山本寿 |
| アシスタント・ミキサー               | 小沼則義 鶴巻慶典 |
| 音響制作デスク                       | 太田恵理子 |
| 音響効果                             | グループ・アンド・アイ |
| 背景音楽制作                         | |
| レコーディング・ミキシングエンジニア | 小畑幹男 |
| アシスタントエンジニア               | 佐藤千恵 |
| レコーディング・スタジオ             | サウンドイン |
| コーディネート                       | 関谷典子 |
| 制作                                 | 荒木浩三 澤原豊 |
| 音楽協力                             | テレビ朝日ミュージック |
| 協力                                 | 北海道テレビ 青森朝日放送 岩手朝日テレビ 東日本放送 秋田朝日放送 山形テレビ 福島放送 新潟テレビ21 長野朝日放送 静岡朝日テレビ 北陸朝日放送 名古屋テレビ放送 朝日放送 広島ホームテレビ 山口朝日放送 瀬戸内海放送 愛媛朝日テレビ 九州朝日放送 長崎文化放送 熊本朝日放送 大分朝日放送 鹿児島放送 琉球朝日放送 川崎市 藤子・F・不二雄ミュージアム 高岡市 藤子・F・不二雄ふるさとギャラリー |
| 企画協力                             | むぎわらしんたろう |
| 取材協力                             | 渡辺勝巳 (佐賀県立宇宙科学博物館 館長) |
| アニメーション協力                   | ベガエンタテイメント 滝島久美子 馬場潤 河村武雄 本田遼太郎 玉寄嘉章 |
| 車両協力                             | 小松通商 |
| 制作事務                             | 平山友紀 |
| 制作進行                             | 阿部悟 鈴木裕介 北原奈歩 野田祐司 小笠原卓也 田原麻美 新崇雄 関口勇聖 伊藤初音 山浦聡士 |
| 制作デスク補佐                       | 紙谷泰吏 |
| 制作デスク                           | 谷澤吉紀 武井健 落合竜太郎 |
| チーフプロデューサー                 | 松井聡 大金修一 |
| プロデューサー                       | 尾﨑美香 佐藤大真 川北桃子 勝山健晴 |
| 掲載                                 | 小学館の児童誌 ベビーブック 幼稚園 学習幼稚園 小学一年生 小学8年生 ぷっちぐみ 月刊コロコロコミック 別冊コロコロコミック コロコロイチバン! てれびくん |
| 宣伝プロデューサー                   | 小島壮詩 土肥直人 |
| 宣伝                                 | 下森翠 川野悌 幕内一男 芝山瑞季 浅原聡子 山口泰弘 |
| 予告編制作                           | 蔦川亜希 |
| 予告編演出                           | 依田伸隆 |
| 宣材デザイン                         | 佐々木志帆 奥田ひさみ 青島陽 |
| オフィシャルWEB                      | 村田大典 蓮沼祐治 |
| おまけ映像                           | 今井一暁 小島崇史 森江康太 秋山健太郎 篠田宇俊 杉崎聡 増泉路子 |
| テレビアニメーションプロデューサー   | 白倉由紀子 河西麻利子 |
| プロモーションプロデュース           | 中村航平 村上弓 脇立樹 後藤正太郎 島田正吾 |
| 「映画ドラえもん」制作委員会         | 天野賢 馬場亮一 林郁美 カリー知子 飯塚洋介 幾野克哉 石井麻衣子 今本統人 相賀信宏 奥田素子 熊内真弓 小西麻理 佐々木礼子 高橋尚子 徳山雅記 戸高伸一郎 藤河秀雄 藤田健一 松元章展 山田卓司 松久智治 磯田ゆう 石田菜穂子 御手洗綾子 野﨑裕子 鶴崎りか 浅田幸男 佐藤絵里子 宮下令文 田中聡敏 栢原栄光 藤澤佑介 清田宏美 小林孝 尾﨑瑞季 川角果林 伊藤悠公 髙橋充 鈴木ひとみ 王暁曦 松下友美 岩間友宏 舟腰優子 五反田亜紀 南一輝 大澤友実 小林順子 森文彦 清水智美 小西佑平 大谷絵里 |
| 配給                                 | 東宝 |
| 制作                                 | 藤子プロ FUJIKO PRO 小学館 テレビ朝日 ADK ShoPro シンエイ動画 |
|                                      | ©藤子プロ・小学館・テレビ朝日・シンエイ・ADK 2019 |

## 音楽
音楽は前作『ドラえもん のび太の宝島』（2018年）に引き続き服部隆之が起用された。

### オープニングテーマ
「夢をかなえてドラえもん」
歌 - mao / 作詞・作曲 - 黒須克彦 / 編曲 - 大久保薫 / コーラス - ひまわりキッズ（日本コロムビア）
映像はサイレント映画『月世界旅行』のパロディやアポロ11号の着陸、「うさぎとかめ」「因幡の白兎」「かちかち山」「竹取物語」「ドラえもんが狼男になると見せかけてタヌキに化ける」など月にまつわる動物や人物が登場する童話をモチーフにしたシーンが織り交ぜた。オープニング主題歌の起用は2年ぶりだが、次作より再び廃止。またテレビアニメ主題歌が2019年10月より星野源の『ドラえもん』に変更されたため、本作が最後となった。

### 主題歌
「THE GIFT」
歌・作曲 - 平井大 / 作詞 - 平井大、EIGO / 編曲 - 平井大、nabeLTD、西陽仁、EIGO（avex trax）

### 劇中歌
「うさぎのダンス」
歌 - ひばり児童合唱団 / 作詞 - 野口雨情 / 作曲 - 中山晋平 / 編曲 - 服部隆之

### サウンドトラック
前作『ドラえもん のび太の宝島』（2018年）に続き、『「映画ドラえもん のび太の月面探査記」オリジナル・サウンドトラック』が2019年2月27日に発売。全40曲収録。
| #   | タイトル                                                          | 作詞 | 作曲・編曲 |
| --- | ----------------------------------------------------------------- | ---- | ---------- |
| 1.  | 「謎の白い影」                                                    |      |            |
| 2.  | 「異説クラブメンバーズバッジ」                                    |      |            |
| 3.  | 「月の裏側」                                                      |      |            |
| 4.  | 「ムービット」                                                    |      |            |
| 5.  | 「ススキと少年」                                                  |      |            |
| 6.  | 「謎の転校生」                                                    |      |            |
| 7.  | 「侵入者」                                                        |      |            |
| 8.  | 「ピッカリダケの島」                                              |      |            |
| 9.  | 「ディアボロのテーマ」                                            |      |            |
| 10. | 「メンバーに入れてよ」                                            |      |            |
| 11. | 「ウサギ王国」                                                    |      |            |
| 12. | 「おもち料理」                                                    |      |            |
| 13. | 「兎のダンス（ディスコMix）」                                     |      |            |
| 14. | 「Love」                                                          |      |            |
| 15. | 「ウサギ怪獣」                                                    |      |            |
| 16. | 「地下水道」                                                      |      |            |
| 17. | 「ルカの正体」                                                    |      |            |
| 18. | 「エスパルのコロニー」                                            |      |            |
| 19. | 「アルのテーマ」                                                  |      |            |
| 20. | 「エーテル」                                                      |      |            |
| 21. | 「カグヤ星（回想）」                                              |      |            |
| 22. | 「ゴダート隊長のテーマ」                                          |      |            |
| 23. | 「ムーンチェイス」                                                |      |            |
| 24. | 「友達だから」                                                    |      |            |
| 25. | 「月光の旅立ち～「THE GIFT」（ドラバルーンMix）」                 |      |            |
| 26. | 「ディアボロのテーマ（逆襲のタラバ）」                            |      |            |
| 27. | 「燃えろゴダート!」                                               |      |            |
| 28. | 「カグヤ星（貧民街）」                                            |      |            |
| 29. | 「ゴダート博士夫妻のテーマ」                                      |      |            |
| 30. | 「エスパーぼうし」                                                |      |            |
| 31. | 「監視目玉」                                                      |      |            |
| 32. | 「カグヤ星を救え!」                                               |      |            |
| 33. | 「ディアボロがいない!?」                                          |      |            |
| 34. | 「処刑場で大ピンチ!!」                                            |      |            |
| 35. | 「千のウサギが降り注ぐ～「夢をかなえてドラえもん」（バトルMix）」 |      |            |
| 36. | 「破壊兵器」                                                      |      |            |
| 37. | 「私の甲羅が宇宙一硬いのをご存知ない?」                           |      |            |
| 38. | 「ゴダート博士夫妻のテーマ（のび太のおやつ）」                    |      |            |
| 39. | 「月の裏のこの場所で」                                            |      |            |
| 40. | 「さようならウサギ王国」                                          |      |            |

## 制作

### 企画・スタッフ
『ドラえもん 新・のび太の大魔境 〜ペコと5人の探検隊〜』（2014年）、『ドラえもん 新・のび太の日本誕生』（2016年）の監督を務めた八鍬新之介が初のオリジナル作品を手がける。
脚本には直木賞作家であり、『ドラえもん』ファンである辻村深月が起用された。辻村は本作の6年前（2013年）にも一度藤子プロから脚本のオファーを受けていたものの、プレッシャーを感じ辞退していた。しかしその後も藤子プロ、むぎわらしんたろう、映画スタッフとの交流を深めていくうちに自身がバトンを受け取る覚悟が出来たという。
過去の八鍬監督作品同様、キャラクターデザインを丸山宏一、演出を岡野慎吾が務めるが、演出にはテレビシリーズの絵コンテ・演出・キャラ設定・原画を務めてきた山口晋が新たに加わる。山口は映画でも過去に原画として参加しているが、演出としては初登板となる。
美術はこれまでも映画に参加していた美峰がメインとなって登板。設定を青木薫・天田俊貴・野村正信が、監督を高峯義人が務める。

### シナリオ・セッティング
過去に藤子Fのチーフアシスタントを務めたむぎわらしんたろうによると、むぎわらが『大長編ドラえもん』に関わるようになってから物語の舞台案として月と南極は何度もあがったが、途中まで話は進むものの挫折していたという。南極は『ドラえもん のび太の南極カチコチ大冒険』（2017年）で舞台として採用され、月も本作でようやく取り上げられたこととなった。
監督の八鍬は本作のテーマの一つを「想像力の大切さ」としており、「異説クラブメンバーズバッジは人間の想像力を象徴するようなひみつ道具」「『ドラえもん』もやっぱりのび太くんの想像力であったり、子どもたちの想像力を形にしている作品なので。『ドラえもん』の核心に迫るテーマを描けるんじゃないかと思って取り組みました」と語っている。

### キャスティング
ゲスト声優は広瀬アリス、柳楽優弥、中岡創一（ロッチ）、高橋茂雄（サバンナ）、吉田鋼太郎、酒井藍の6人。酒井以外の5人は発表後に、同作の応援団長、応援副団長、応援団員に加入している。なお、高橋は3年連続の出演となる（『のび太の南極カチコチ大冒険』には相方の八木真澄と共に出演）。酒井の出演は2019年2月18日に発表され、同日になんばグランド花月で行われた舞台にもドラえもんとのび太がゲスト出演している。

## 発表
2018年10月11日に映画公式サイトが解禁され、制作発表までのカウントダウンが始まる。「異説クラブメンバーズバッジ」を胸元に付けたドラえもんたちが、本作にちなんだキャッチコピーと共に、のび太（ぼくは、想像力を信じる。）→スネ夫（ぼくは、愛を信じる。）→しずか（わたしは、未来を信じる。）→ジャイアン（おれは、友情を信じる。）→ドラえもん（ぼくは、みんなを信じてる。）の順番で日ごとに表示されるという演出がなされた。そして10月15日に制作発表会が行われ、主要スタッフ・ゲスト声優・主題歌アーティスト・スペシャル映像を一挙に発表。12月14日にはテレビシリーズの放送で新たな予告映像が初公開され、同日に映画公式サイトがリニューアル。予告1（スペシャル映像の予告部分）・特報映像（1分未満のショート予告）・予告2（テレビ放送で公開された物）が映画公式サイトおよびYouTube公式チャンネル「DoraemonTheMovie」で公開された。また、本作の小説版となる『小説 映画ドラえもん のび太の月面探査記』の冒頭部分ためし読みが公開された。
2019年2月11日に東京国際フォーラムにて完成披露試写会が行われ、2月14日に新たな予告映像として「TVCM（30秒）脚本・辻村深月篇」・「TVCM（15秒）脚本・辻村深月篇」・「TVCM（15秒）ストーリー篇」・「TVCM（15秒）コメディ篇」の4本、2月25日に見どころガイドと各キャラクター毎の紹介動画が「DoraemonTheMovie」で公開。2月26日には作中の印象的な場面を描いた、6つの「ムーンビジュアル」が公開された。

## リリース
2019年3月2日にTOHOシネマズ六本木ヒルズにて公開記念舞台挨拶を開催し、3月17日にはTOHOシネマズ六本木ヒルズにて大ヒット御礼舞台挨拶を開催。8月7日、Blu-ray Disc・DVDを発売した。

## 興行成績
全国382スクリーンで公開され、3月2日～3日の土日2日間で動員58万6000人、興収6億9600万円をあげ初登場1位を獲得し、シリーズ最高興収53.7億円を記録した前作「映画ドラえもん のび太の宝島」との興収比は82.6％となった。公開3日間では動員64万5000人、興収7億5700万円を記録した。4月7日時点で6週連続で週末動員1位を獲得し、2004年以降に公開された「映画ドラえもん」シリーズ初の快挙となった。。最終興行収入は50.2億円となった。
|                              | 動員数 （万人） | 動員数 （万人） | 動員数 （万人） | 興行収入 （億円） | 興行収入 （億円） | 備考                                   |
| 週末                         | 週末            | 累計            | 週末            | 累計              |                   | 備考                                   |
| ---------------------------- | --------------- | --------------- | --------------- | ----------------- | ----------------- | -------------------------------------- |
| 1週目の週末 (3月2日・3日)    | 1位             | 58.6            | 64.6            | 6.96              | 7.6               |                                        |
| 2週目の週末 (3月9日・10日)   | 1位             | 52.0            | 126.9           | 6.12              | 14.9              |                                        |
| 3週目の週末 (3月16日・17日)  | 1位             | 36.9            | 175.0           | 4.38              | 20.6              |                                        |
| 4週目の週末 (3月23日・24日)  | 1位             | 26.2            | 245.4           | 3.11              | 28.7              |                                        |
| 5週目の週末 (3月30日・31日)  | 1位             | 27.6            | 332.2           | 3.24              | 38.3              |                                        |
| 6週目の週末 (4月6日・7日)    | 1位             | 14.6            | 396.4           | 1.75              | 45.3              |                                        |
| 7週目の週末 (4月13日・14日)  | 2位             |                 | 409.4           | 0.98              | 46.8              |                                        |
| 8週目の週末 (4月20日・21日)  | 6位             |                 | 414.1           | 0.41              | 47.4              |                                        |
| 9週目の週末 (4月27日・28日)  | 9位             |                 |                 |                   |                   |                                        |
| 10週目の週末 (5月4日・5日)   | 10位            |                 |                 | 0.28              | 49.3              | 6日まで累計興収49.5億円、動員432.0万人 |
| 11週目の週末 (5月11日・12日) | -               |                 | 432.9           |                   | 49.6              |                                        |
| 12週目の週末 (5月18日・19日) | -               |                 | 433.5           |                   | 49.6              |                                        |
| 13週目の週末 (5月25日・26日) | -               |                 | 434.0           |                   | 49.7              |                                        |

## 関連・コラボ企画

### 発見！月の生き物コンテスト
映画公開を記念し、オリジナルの月の生き物を募集したイラストコンテスト。最優秀賞者は映画パンフレットに応募作品と名前が掲載されるほか、映画パンフレットと大長編ドラえもん1巻から24巻のセットがプレゼントされた。

### クイズは月をめぐる
2018年10月26日から12月7日にかけて、テレビシリーズのミニコーナーとして全7回が放送された。タイトルは原作短編「クイズは地球をめぐる」（てんとう虫コミックス19巻に収録）にちなんだもの。アクションクイズが出題する月に関するクイズをのび太が回答する。のちに動画版が映画公式サイトとYouTube公式チャンネルで公開された。
スタッフ
- 脚本 - 福島直浩
- 絵コンテ・演出 - 三宅綱太郞
- 考証 - 甲谷保和（はまぎん こども宇宙科学館）

### ドラえもん のび太の宇宙探Q!
『クイズは月をめぐる』終了後、2018年12月31日から2019年3月8日にかけて放送されたミニコーナー。全7回。NASAの施設をロケ地に撮影した実写映像を用いており、ドラえもんとのび太に加え中岡創一（ロッチ）、ロバート・ギブソン （声 - 山口太郎）が出演。前コーナーに引き続き宇宙に関するクイズなどを行う。
スタッフ
- 「NASAクイズ」 コーナー演出 - 前島隆昭（ダイジョブス）
- NASA撮影班 カメラ - 室屋優樹（Day book）
- ロケ演出 - 林広太郎
- コーディネーター - 山本章弘、須山弘太郎
- ロケAP - 臼井裕介（ダイジョブス）
- ロケP - 江原里実（ダイジョブス）
- ライター - 酒井健作、長崎周成

### シリーズ37作品一挙配信
AbemaTVにて2018年12月29日から2019年1月6日にわたり、『ドラえもん のび太の恐竜』（1980年）から『ドラえもん のび太の南極カチコチ大冒険』（2017年）までの映画37作品が配信された。同時に、Abemaプレミアム会員向けのビデオ配信も開始。

### 小説
『小説 映画ドラえもん のび太の月面探査記』
2019年2月7日に四六版とジュニア文庫版の2種類が発売。本作の脚本を手がける辻村深月が自ら執筆する。本書発売に伴い、辻村のインタビュー動画とそのテキスト版が公開された。また、2月6日には辻村が出演する本書のCM動画が公開された。2019年2月15日発売の『月刊コロコロコミック』3月号には本書の冒頭が特別掲載された。前作同様、大長編漫画版は一切描かれなかった。2022年3月4日に文庫判が発売。Blu-ray Discプレミアム版付属のブックレットに掲載されたスピンオフ短編小説『ルカの地球探査記』（後述）も収録される。解説は瀬名秀明。
『ルカの地球探査記』
Blu-ray Discプレミアム版付属のブックレットに掲載された、ルカを主人公としたスピンオフ短編小説。執筆は辻村深月、小説扉絵は岡野慎吾。ルカとモゾが地球に来てからのび太に出会うまでの間に起こった出来事を描いている。『エスパー魔美』の高畑和夫がゲストキャラクターとして登場し、ルカに関わる。

### 吉本新喜劇
2019年2月18日、カイア役の酒井藍が座長の一人である、吉本新喜劇の公演にドラえもんとのび太がサプライズ出演し、のび太が酒井のことを「ドラミちゃんだ！」とイジり、ドラミバージョンで彼女の持ちネタ「私、人間ですねん！」を披露した。この時の舞台のセットには『ドラえもん』の空き地を彷彿とさせる土管が置かれていた（なお、近畿広域圏で『ドラえもん』を放送しているのは朝日放送テレビであることから、毎日放送で放送されている新喜劇公演のテレビ中継番組『よしもと新喜劇』ではオンエアされず、この夢のコラボを見られたのは公演観覧者のみという、貴重作品となった）。

### 家庭用ゲーム
Nintendo Switch用ソフト『ドラえもん のび太の月面探査記』が2019年2月28日にフリュー株式会社より発売。ジャンルを「月面開拓アドベンチャー」としている。

### 藤子・F・不二雄ミュージアム
2019年3月9日、藤子・F・不二雄ミュージアム館内施設「Fシアター」が新作『ドラえもん&Fキャラオールスターズ『月面レースで大ピンチ!?』』の上映を開始。脚本を辻村が手がけるほか、監督を『ドラえもん のび太のひみつ道具博物館』（2013年）などを手がけた寺本幸代が務める。2020年1月30日まで公開され、その後2021年7月7日 - 7月12日に再上映された。

### POP UP SHOP
映画公開を記念し、期間限定のグッズショップが開催される。東京ドームシティ店（2019年1月26日 - 4月7日）、梅田HEP FIVE店（2019年2月23日 - 4月29日）、横浜ランドマークプラザ店（2019年3月1日 - 5月26日）の3店舗が展開。

### スペシャル対談
本作の脚本を手がけた辻村と監督を務める八鍬のスペシャル対談が公開。全4回。第1回は2月7日に公開された。第2回が2月22日、第3回が3月8日、第4回が3月22日に順次公開。

### 『こぐまのケーキ屋さん』コラボ
2月12日発売の『ゲッサン』3月号に本作と『こぐまのケーキ屋さん』がコラボしたクリアファイルが封入された。また、同誌には『こぐまのケーキ屋さん』作者であるカメントツのルポマンガ「カメントツの漫画ならず道 番外編」が掲載。脚本の辻村への突撃レポートが行われており、4月号に後編が掲載。のちに『のび太の月面探査記』の大ヒット記念として4月14日の23時59分までの期間限定公開が行われた。

### 監督特集
2019年3月2日から3月3日にかけ、CSテレ朝チャンネル1にて『テレビも!映画も!八鍬新之介監督20時間SP』のタイトルで特集が放送。八鍬が過去に手がけたテレビシリーズおよび映画作品のノンストップ放送をメインに、八鍬への特別インタビューや脚本の辻村による『のび太の月面探査記』に対してのコメントが流された。また、八鍬とキャラクターデザインの丸山宏一、テレビシリーズチーフディレクターの大杉宜弘による描き下ろしサイン色紙のプレゼントキャンペーンが行われた。

### 『モンスターストライク』コラボ
『ドラえもん のび太の宇宙英雄記』（2015年）より恒例となっている、ゲームアプリ『モンスターストライク』とのコラボレーションが行われた。3月5日より期間限定でコラボイベントを開催している。映画にちなんだゲーム画面やクエスト、ドラえもんやのび太をはじめとするキャラクターが登場する。

### 映画応援トリビュートイラスト
2019年3月28日より、様々な作家陣からの応援トリビュートイラストとコメントを公開。ドラえもんチャンネル、公式Instagramにアップされた。作家陣は吉崎観音（3月28日）、浅野いにお（3月29日）、岡野慎吾（演出・作画監督、3月31日）、丸山宏一（キャラクターデザイン・総作画監督、3月31日）、カメントツ（4月2日）、亀田祥倫（『ドラえもん のび太の宝島』キャラクターデザイン・総作画監督、4月3日）、むぎわらしんたろう（4月4日）今日マチ子（4月5日）、佐伯佳美（4月9日）。

### エイプリルフール
2019年4月1日、本作の登場キャラクターであるルカが主人公のスピンオフ作品が公開決定として、『映画ドラえもん ルカの地球探査記』のキービジュアルとタイトルロゴが映画公式サイトに表示された。2019年8月7日に発売されたBlu-ray Discプレミアム版付属のブックレットに、辻村執筆による同タイトルのスピンオフ小説が掲載された。

### JR東日本横浜支社・小田急電鉄
映画公開を記念してJR東日本横浜支社と小田急電鉄の合同でスタンプラリーを実施した。